# Дує Струкан
Дує Струкан (хорв. Duje Strukan, нар. 16 травня 1984, Спліт) — хорватський футбольний арбітр. Арбітр ФІФА з 2017 року.

## Кар'єра
Струкан почав судити матчі у вищому дивізіоні Хорватії з сезону 2011/12. Дебютував як головний арбітр на цьому рівні 6 серпня 2011 року в матчі між «Осієком» і «Загребом» (4:0).
2017 року увійшов до списку арбітрів ФІФА та став обслуговувати міжнародні футбольні матчі. Його перший єврокубковий матч відбувся 28 червня 2017 року, коли він відсудив перший кваліфікаційний раунд Ліги чемпіонів УЄФА 2017/18 між «Лінфілдом» і «Ла Фіорітою» (1:0). Струкан також був призначений четвертим суддею на домашній чемпіонат Європи U-17 2017 року в Хорватії.
8 вересня 2019 року відсудив свій перший міжнародний матч збірних, в якому Румунія перемогла Мальту з рахунком 1:0.
У сезоні 2020/21 Струкан вперше судив на груповому етапі Ліги Європи, а згодом також судив ігри в Лізі націй, відбору до чемпіонату Європи 2020 року та чемпіонату світу 2022 року в Катарі.
19 травня 2021 року Струкан обслуговував фінал Кубка Хорватії 2020/21 між «Динамо» (Загреб) і «Істрою 1961» (6:3).